# Platysphaera membranata
Platysphaera membranata är en kräftdjursart som beskrevs av David Malcolm Holdich och Harrison1981. Platysphaera membranata ingår i släktet Platysphaera och familjen klotkräftor. Inga underarter finns listade i Catalogue of Life.